# Torres La Caixa
Torres La Caixa es un complejo de tres edificios, dos de ellos rascacielos, en Barcelona, España. Fueron proyectadas en 1974 y construidas entre 1979 y 1983 por los arquitectos Francisco Mitjans Miró y José Antonio Coderch. La Caixa 1 tiene 26 pisos y se eleva 85 metros, mientras que La Caixa 2 tiene 14 plantas y 48 metros. La Caixa 3 no es un edificio alto, y tiene forma de cubo. Las dos torres tienen un diseño similar y su fachada está recubierta de cristal tintado negro. El logo de la entidad bancaria, destaca en la penúltima planta de cada una de las dos torres, donde se ubican dos rótulos giratorios, que recorren 8.500 kilómetros al año.
Los edificios eran, hasta el 6 de octubre de 2017, los domicilios sociales de CaixaBank y su fundación bancaria La Caixa, a partir de entonces, fueron trasladados a Valencia y a Palma de Mallorca, respectivamente, quedando las torres como sedes operativas. Dichos movimientos fueron motivados como consecuencia posterior a la celebración del referéndum de independencia del 1 de octubre impulsado por la Generalidad de Cataluña.
El 1 de enero de 2008 La Caixa compró a Inmobiliaria Colonial la Torre II —la de menor altura— por un importe de 107 millones de euros. La operación incluía varios locales en el perímetro de la torre y la zona de aparcamiento. La Torre I es propiedad de la entidad desde su construcción.

## Transporte
La estación María Cristina, de la línea L3 del Metro de Barcelona, y las líneas de tranvía T1, T2 y T3 del Trambaix, se encuentran directamente en frente del complejo de los edificios.